# Pawłowsk (obwód archangielski)
Pawłowsk (ros. Павловск) – wieś (sieło) w Rosji, w obwodzie archangielskim, w rejonie wilegodzkim. W 2021 liczyła 226 mieszkańców.